# Organic Process Research & Development
Organic Process Research & Development (nach ISO 4-Standard in Literaturzitaten mit Org. Process Res. Dev. abgekürzt) ist eine wissenschaftliche Fachzeitschrift, die von der American Chemical Society veröffentlicht wird und derzeit monatlich erscheint. Die erste Ausgabe erschien im Jahr 1997. Es werden Artikel veröffentlicht, die sich mit Forschung zur sicheren, umweltfreundlichen und wirtschaftlichen Synthese und Herstellung organischer Verbindungen im industriellen Maßstab beschäftigen.
Nach der Statistik des ISI Web of Knowledge wurde das Journal 2014 in der Kategorie angewandte Chemie an 13. Stelle von 70 Zeitschriften und in der Kategorie organische Chemie an 18. Stelle von 57 Zeitschriften  geführt.
Aktuelle Chefredakteurin ist Margaret M. Faul vom Biotechnologieunternehmen Amgen in Cambridge (Massachusetts, Vereinigte Staaten).